# Aaron Kosminski
Aaron Kosminski, egentligen Aron Mordke Kozminski, född 11 september 1865 i Kłodawa, Polen, död 24 mars 1919 i London, var en polsk-judisk barberare, verksam i Whitechapel i London. Kosminski är den misstänkte som oftast pekats ut som seriemördaren Jack Uppskäraren. 

## Biografi
Aaron Kosminski emigrerade år 1881 från Kongresspolen till England tillsammans med sin syster och två bröder. Han slog sig ned i Whitechapel i East End i London och blev barberare.
Vid två tillfällen i juli 1890 och februari 1891 var Kosminski placerad vid Mile Ends arbetshus på grund av sitt "vansinniga beteende". Han skickades därefter till Colney Hatch Lunatic Asylum, där han stannade till den 19 april 1894, då han förflyttades till Leavesden Asylum. Kosminski var drabbad av hörselhallucinationer och rädsla för att matas av andra människor. Anteckningar tyder på att Kosminski varit mentalt sjuk sedan 1885 och under sin tid på sinnessjukhusen, vägrade han att tvätta sig och på grund av sina dåliga kost, gick han snabbt ner i vikt och vägde endast 44 kg i februari 1919. Under den följande månaden, drabbades han av kallbrand och avled den 24 mars. Aaron Kosminski är begravd på East Ham Jewish Cemetery i London.

## Misstänkt i utredningen kring Jack Uppskäraren

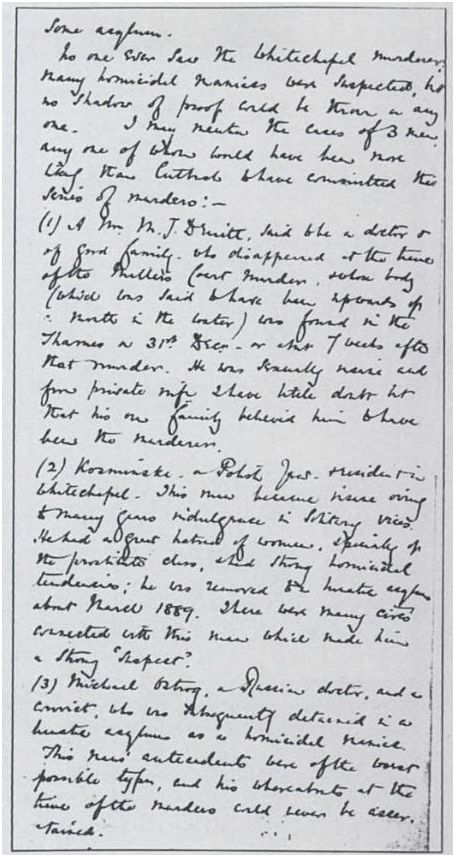
Polismästare Macnaghtens promemoria.

År 1892 blev polisen intresserad av Aaron Kosminski i samband med utredningen kring mördaren Jack Uppskäraren, som begick mord på prostituerade i Whitechapel år 1888. År 1894 upprättade biträdande polismästare Melville Macnaghten en promemoria, som namngav en misstänkt vid namn "Kosminski". Macnaghten uppgav att det fanns starka skäl till att misstänka Kosminski på grund av dennes stora hat mot kvinnor samt "mordiska tendenser". År 1910 hävdade biträdande polischefen Sir Robert Anderson i sina memoarer att Jack Uppskäraren var en lågklassig polsk jude. Donald Swanson, som ledde utredningen, tillade att Kosminski hade tittat på sin brors bostad i Whitechapel och att han togs med händerna bakbundna till fattighuset och sedan vidare till sinnessjukhuset. Kopian av Andersons memoarer donerades av dennes ättlingar till Scotland Yard's Crime Museum 2006.
Vid tiden för morden, bodde Kosminski antingen på Providence Street, 3 Sion Square eller 16 Greenfield Street, som alla låg nära mordplatserna. Vid den här tiden, skulle Kosminski ha lidit av paranoid schizofreni. Anderson hävdade att det enda vittne som fått en bra bild av mördaren inte kunde framträda, då även denne var jude och att judarna inte var villiga att erbjuda vittnesbörd mot varandra, varför en rättegång aldrig kunde äga rum.

## DNA-bevis
Den 7 september 2015 meddelade Dr. Jari Louhelainen, som är expert på DNA-analys, att han hade fått i uppdrag av den brittiske författaren Russell Edwards att undersöka en sjal, som påstods ha hittats intill offret Catherine Eddowes samt jämföra spår från den med släktingar till Kosminski. Louhelainen sade att det stämde till 99,2 procent. I sin bok Naming Jack the Ripper, pekar Edwards ut Kosminski som mördaren. Dock har flera experter menat att sjalen inte kommer från offret, utan är gjord långt senare. Dessutom har en expert sagt, att DNA-resultaten inte går att lita på fullt ut. Flera artiklar om fallet har senare slagit hål på DNA-teorin.